# Lispoteleia collina
Lispoteleia collina är en stekelart som beskrevs av Galloway 1984. Lispoteleia collina ingår i släktet Lispoteleia och familjen Scelionidae. Inga underarter finns listade i Catalogue of Life.